# Ashwin Adhin
Michael Ashwin Satyandre Adhin (nascido em 10 de junho de 1980 em Paramaribo) é um educador surinamês, político e foi vice-presidente do Suriname de 2015 a 2020. Aos 35 anos, tornou-se o mais jovem vice-presidente da história do Suriname a liderar o Conselho de Ministros. Adhin é de ascendência indiana.
Em julho de 2013, Adhin tornou-se Ministro da Educação no gabinete do presidente Dési Bouterse, substituindo Shirley Sitaldin. Após a eleição geral no Suriname em 2015, na qual Adhin foi eleito para a Assembleia Nacional para o distrito eleitoral de Paramaribo, ele foi eleito vice-presidente em 12 de agosto de 2015.